# سايمون جوجينهايم
سايمون جوجينهايم (بالإنجليزية: Simon Guggenheim) (و. 1867 – 1941 م) هو سياسي، ورائد أعمال من الولايات المتحدة الأمريكية . ولد في فيلادلفيا (بنسيلفانيا) .وكان عضواً في الحزب الجمهوري (الولايات المتحدة) .
توفي في نيويورك، عن عمر يناهز 74 عاماً.

## مناصب
تولى منصب عضو مجلس الشيوخ الأمريكي (4 مارس 1907–3 مارس 1913) .